# Robert Palmer
Robert Allen Palmer (19. ledna 1949 Batley, Yorkshire, Anglie – 26. září 2003 Paříž, Francie) byl anglický zpěvák-písničkář, držitel ceny Grammy. Byl znám pro svůj nezaměnitelný hlas a mix různorodých hudebních stylů kombinující soul, jazz, rock, pop, reggae a blues.

## Diskografie

### Alba
| Rok             | Titul                                                        | Značka           | RIAA Certification | BPI Certification |
| --------------- | ------------------------------------------------------------ | ---------------- | ------------------ | ----------------- |
| 1974            | Sneakin' Sally Through the Alley                             | Island           | -                  | -                 |
| 1975            | Pressure Drop                                                | Island           | -                  | -                 |
| 1976            | Some People Can Do What They Like                            | Island           | -                  | -                 |
| 1978            | Double Fun                                                   | Island           | -                  | -                 |
| 1979            | Secrets                                                      | Island           | -                  | -                 |
| 1980            | Clues                                                        | Island           | -                  | -                 |
| 1983            | Pride                                                        | Island           | -                  | -                 |
| 1985            | Riptide                                                      | Island           | 2xMulti-Platinum   | Gold              |
| 1988            | Heavy Nova                                                   | EMI              | Platinum           | Gold              |
| 1990            | Don't Explain                                                | EMI              | -                  | Gold              |
| 1992            | Ridin' High                                                  | EMI              | -                  | -                 |
| 1994            | Honey                                                        | EMI              | -                  | -                 |
| 1999            | Rhythm & Blues                                               | EMI              | -                  | -                 |
| 2003            | Drive                                                        | EMI              | -                  | -                 |
| Koncertní alba  |                                                              |                  |                    |                   |
| 1982            | Maybe It's Live                                              | Island           | -                  | -                 |
| 2001            | Live at the Apollo                                           | Eagle            | -                  | -                 |
| 2010            | At the BBC                                                   | Spectrum         | -                  | -                 |
| Kompilace       |                                                              |                  |                    |                   |
| 1989            | Addictions Volume I                                          | Island           | Platinum           | Platinum          |
| 1992            | Addictions Volume II                                         | Island           | -                  | Silver            |
| 1995            | Very Best of Robert Palmer                                   | Capitol          | -                  | Platinum          |
| 1998            | Woke Up Laughing                                             | Metro Blue       | -                  | -                 |
| 2002            | At His Very Best                                             | Universal/Island | -                  | -                 |
| 2002            | Best of Both Worlds: The Robert Palmer Anthology (1974–2001) | Island           | -                  | -                 |
| 2005            | The Very Best of the Island Years                            | Island           | -                  | -                 |
| 2007            | The Silver Collection                                        | Universal        | -                  | -                 |
| S Power Station |                                                              |                  |                    |                   |
| 1985            | Power Station                                                | Capitol          | Platinum           | Gold              |
| 1996            | Living in Fear                                               | Capitol          | -                  | -                 |

### Singly
| Rok  | Titul                                                       | Album                                | Pozice v žebříčku | Pozice v žebříčku | Pozice v žebříčku | Pozice v žebříčku | Pozice v žebříčku | Pozice v žebříčku | Pozice v žebříčku | Pozice v žebříčku | Pozice v žebříčku |
| Rok  | Titul                                                       | Album                                | UK                | Australia         | Canada            | US Hot 100        | US MSR            | US Modern Rock    | US US AC          | Germany           | Ireland           |
| ---- | ----------------------------------------------------------- | ------------------------------------ | ----------------- | ----------------- | ----------------- | ----------------- | ----------------- | ----------------- | ----------------- | ----------------- | ----------------- |
| 1976 | "Get Outside"                                               | Sneakin' Sally Through the Alley     | –                 | –                 | –                 | –                 | –                 | –                 | –                 | –                 | –                 |
| 1976 | "Give Me An Inch Girl"                                      | Pressure Drop                        | –                 | –                 | –                 | -                 | –                 | –                 | –                 | –                 | –                 |
| 1977 | "Man Smart, Woman Smarter"                                  | Some People Can Do What They Like    | –                 | –                 | –                 | 63                | –                 | –                 | –                 | –                 | –                 |
| 1978 | "Every Kinda People"                                        | Double Fun                           | 53                | –                 | 12                | 16                | –                 | –                 | 22                | –                 | –                 |
| 1978 | "Best of Both Worlds"                                       | Double Fun                           | –                 | –                 | –                 | –                 | –                 | –                 | –                 | 36                | –                 |
| 1979 | "What's It Take"                                            | Double Fun                           | –                 | –                 | –                 | –                 | –                 | –                 | –                 | 19                | –                 |
| 1979 | "Bad Case of Loving You (Doctor, Doctor)"                   | Secrets                              | 61                | –                 | 1                 | 14                | –                 | –                 | –                 | –                 | –                 |
| 1979 | "Jealous"                                                   | Secrets                              | –                 | –                 | 31                | –                 | –                 | –                 | –                 | –                 | –                 |
| 1979 | "Can We Still Be Friends"                                   | Secrets                              | –                 | –                 | –                 | 52                | –                 | –                 | –                 | –                 | –                 |
| 1980 | "Johnny and Mary"                                           | Clues                                | 44                | –                 | 32                | –                 | –                 | –                 | –                 | 7                 | –                 |
| 1980 | "Looking for Clues"                                         | Clues                                | 33                | –                 | 7                 | –                 | –                 | –                 | –                 | 3                 | –                 |
| 1982 | "Some Guys Have All the Luck"                               | Maybe It's Live                      | 16                | –                 | –                 | –                 | 59                | –                 | –                 | 52                | –                 |
| 1983 | "You Are in My System"                                      | Pride                                | 53                | –                 | –                 | 78                | 33                | –                 | –                 | 52                | –                 |
| 1983 | "You Can Have It (Take My Heart)"                           | Pride                                | 66                | –                 | –                 | –                 | –                 | –                 | –                 | –                 | –                 |
| 1983 | "Pride"                                                     | Pride                                | –                 | –                 | –                 | –                 | –                 | –                 | –                 | –                 | –                 |
| 1985 | The Power Station: "Some Like It Hot"                       | The Power Station                    | 14                | -                 | 9                 | 6                 | 34                | -                 | -                 | 16                | –                 |
| 1985 | The Power Station: "Get It On (Bang a Gong)"                | The Power Station                    | 22                | -                 | 15                | 9                 | 19                | -                 | -                 | 37                | –                 |
| 1985 | The Power Station: "Communication"                          | The Power Station                    | 75                | -                 | 46                | 34                | -                 | -                 | -                 | –                 | –                 |
| 1985 | "Discipline of Love"                                        | Riptide                              | 95                | –                 | –                 | 82                | 63                | –                 | –                 | –                 | –                 |
| 1986 | "Riptide"                                                   | Riptide                              | 85                | –                 | –                 | –                 | –                 | –                 | –                 | –                 | –                 |
| 1986 | "Addicted to Love"                                          | Riptide                              | 5                 | 1                 | 4                 | 1                 | 1                 | –                 | –                 | –                 | 4                 |
| 1986 | "Hyperactive"                                               | Riptide                              | –                 | –                 | –                 | 33                | 21                | –                 | –                 | –                 | –                 |
| 1986 | "I Didn't Mean to Turn You On"                              | Riptide                              | 9                 | –                 | 13                | 2                 | 3                 | –                 | –                 | –                 | 8                 |
| 1986 | "Discipline of Love" (re-issue)                             | Riptide                              | 68                | –                 | –                 | –                 | –                 | –                 | –                 | –                 | –                 |
| 1988 | "Sweet Lies"                                                | Sweet Lies Motion Picture Soundtrack | 58                | –                 | –                 | 94                | –                 | –                 | –                 | –                 | –                 |
| 1988 | "Simply Irresistible"                                       | Heavy Nova                           | 44                | 1                 | 2                 | 2                 | 1                 | –                 | –                 | 57                | –                 |
| 1988 | "Early in the Morning"                                      | Heavy Nova                           | –                 | 26                | 81                | 19                | 40                | –                 | –                 | –                 | –                 |
| 1988 | "She Makes My Day"                                          | Heavy Nova                           | 6                 | 9                 | –                 | –                 | –                 | –                 | –                 | –                 | 6                 |
| 1989 | "Tell Me I'm Not Dreaming"                                  | Heavy Nova                           | –                 | –                 | –                 | 60                | –                 | –                 | –                 | –                 | –                 |
| 1989 | "Change His Ways"                                           | Heavy Nova                           | 28                | 38                | –                 | –                 | –                 | –                 | –                 | 62                | 21                |
| 1989 | "It Could Happen to You"                                    | Heavy Nova                           | 71                | –                 | –                 | –                 | –                 | –                 | –                 | –                 | –                 |
| 1989 | "Bad Case of Loving You (Doctor Doctor)" (re-issue)         | Addictions Volume I                  | 80                | –                 | –                 | –                 | –                 | –                 | –                 | –                 | –                 |
| 1990 | "Life in Detail"                                            | Pretty Woman [Soundtrack]            | –                 | –                 | 34                | –                 | 7                 | 14                | –                 | –                 | –                 |
| 1990 | "I'll Be Your Baby Tonight" (Robert Palmer and UB40)        | Don't Explain                        | 6                 | 4                 | 58                | –                 | –                 | 24                | –                 | 14                | 6                 |
| 1990 | "You're Amazing"                                            | Don't Explain                        | –                 | –                 | 14                | 28                | 5                 | –                 | –                 | –                 | –                 |
| 1991 | "Mercy Mercy Me (The Ecology Song)" / "I Want You"          | Don't Explain                        | 9                 | –                 | 6                 | 16                | –                 | –                 | 4                 | 33                | 8                 |
| 1991 | "Dreams to Remember"                                        | Don't Explain                        | 68                | –                 | –                 | –                 | –                 | –                 | –                 | –                 | –                 |
| 1991 | "Happiness"                                                 | Don't Explain                        | –                 | –                 | –                 | –                 | –                 | –                 | –                 | 62                | –                 |
| 1992 | "Every Kinda People" (remix)                                | Addictions Volume II                 | 43                | –                 | 26                | –                 | –                 | –                 | 8                 | –                 | –                 |
| 1992 | "Witchcraft"                                                | Ridin' High                          | 50                | –                 | –                 | –                 | –                 | –                 | –                 | –                 | –                 |
| 1994 | "Girl U Want"                                               | Honey                                | 57                | –                 | –                 | –                 | –                 | –                 | –                 | –                 | –                 |
| 1994 | "Know by Now"                                               | Honey                                | 25                | –                 | 23                | –                 | –                 | –                 | –                 | 51                | –                 |
| 1994 | "You Blow Me Away"                                          | Honey                                | 38                | –                 | –                 | –                 | –                 | –                 | –                 | –                 | –                 |
| 1995 | "Respect Yourself"                                          | The Very Best of                     | 45                | –                 | –                 | –                 | –                 | –                 | –                 | –                 | –                 |
| 1996 | The Power Station: "She Can Rock It"                        | Living in Fear                       | 63                | -                 | -                 | -                 | -                 | -                 | -                 | –                 | –                 |
| 1999 | "True Love"                                                 | Rhythm and Blues                     | 94                | –                 | –                 | –                 | –                 | –                 | –                 | –                 | –                 |
| 2003 | "Addicted to Love" (Remix) (Shake B4 Use vs. Robert Palmer) | Addicted to Love (Remix) – single    | 42                | –                 | –                 | –                 | –                 | –                 | –                 | –                 | –                 |